# 中国中医科学院西苑医院
中国中医科学院西苑医院（英語：Xiyuan Hospital CACMS），创立于1955年12月，是一所集医疗、科研、教学、预防、保健、康复为一体的大型三级甲等中医医院，位于中华人民共和国北京市海淀区西苑操场1号，是中国中医科学院直属附属医院。

## 历史沿革
1955年12月19日，中华人民共和国卫生部中医研究院在西苑操场1号成立中医研究院附属医院，最初只有一座两层小楼，1963年改称中医研究院西苑医院，1985年更名为中国中医研究院西苑医院，1990年时占地面积59000平方米，建筑面积58000平方米，设有24个临床科室、13个医技科室、525张病床:425。1991年11月，西苑医院心血管病研究室主任陈可冀当选中国科学院学部委员（院士），成为该院第一名中国科学院院士。
2005年，中国中医研究院西苑医院改称中国中医科学院西苑医院。
2008年12月15日，西苑医院改扩建工程开工，先期建设医疗综合楼，其后陆续兴建门诊楼、医技楼，医疗综合楼2010年8月14日以门急诊周转楼的形式启用，后改称“杏苑楼”；新门诊楼于2013年建成启用。
2019年，西苑医院获批为“国家中医心血管病临床医学研究中心”。